# Big Fish
Big Fish (br: Peixe Grande e suas Histórias Maravilhosas – pt: O Grande Peixe) é um filme estadunidense de 2003, baseado no livro Big Fish: A Novel of Mythic Proportions, de Daniel Wallace. Foi dirigido por Tim Burton e roteirizado por John August. Ewan McGregor, Albert Finney, Billy Crudup, Jessica Lange e Marion Cotillard fazem parte do seu elenco principal. Helena Bonham Carter, Matthew McGrory, Steve Buscemi, Alison Lohman e Danny DeVito, entre outros, têm pequenos papéis. Albert Finney desempenha o papel de Edward Bloom, um antigo vendedor itenerante do sul dos Estados Unidos que possui um dom para contar histórias e que se encontra agora limitado ao seu leito de morte. O filho afastado de Edward Bloom, um jornalista interpretado por Billy Crudup, tenta emendar a sua relação com o pai às portas da morte, enquanto este conta contos fantásticos da sua vida preenchida. Ewan McGregor interpreta o papel de Edward Bloom na sua juventude.
O guionista, John August, leu um manuscrito do romance em que o filme se baseia seis meses antes da sua publicação e convenceu a Columbia Pictures a adquirir os seus direitos. John August começou a adaptar o romance enquanto os produtores ainda se encontravam em negociações com Steven Spielberg, que tinha planeado realizar o filme quando terminasse Minority Report (2002). Steven Spielberg queria Jack Nicholson para o papel de Edward Bloom, mas acabou por desistir deste projeto para concentrar as suas atenções no filme Catch Me If You Can (2002). Tim Burton e Richard D. Zanuck começaram a trabalhar no projeto quando terminaram o filme Planet of the Apes (2001) e escolheram Ewan McGregor e Albert Finney para o papel de Edward Bloom.
O tema de reconciliação entre um pai às portas da morte e o seu filho presente no filme tinha um significado especial para Tim Burton, uma vez que o seu pai tinha falecido em 2000 e a sua mãe em 2002, um mês antes de este ter aceitado realizar o filme. Big Fish foi filmado no Alabama numa série de vinhetas que evocam o tom da fantasia gótica do sul dos Estados Unidos. O filme recebeu nomeações para vários prémios, incluindo para quatro Golden Globes, sete nomeações da British Academy of Film and Television Arts, duas nomeações para os Saturn Awards e uma nomeação para os Óscares. A banda sonora do filme recebeu ainda uma nomeação para os Grammy’s.

## Sinopse
Edward Bloom (Albert Finney) é um grande contador de histórias, que fascinam todos que as ouvem, mesclando realidade com fantasia e ficção. Na festa de casamento de seu filho Will, Edward revela que no dia que este nasceu, ele pescou um enorme bagre usando sua aliança como isca. Apesar de ouvir as histórias do pai desde pequeno, Will acredita que todas elas sejam mentira e acaba discutindo com ele, ao final da festa. Três anos depois, Edward é acometido por um câncer terminal e Will recebe um telefonema da mãe, Sandra, pedindo que regresse ao Alabama para ver o pai. Will viaja na companhia da esposa grávida Josephine, para passar alguns dias ao lado do pai.
A partir daí, a vida de Edward passa a ser contada através de flashbacks, começando com o encontro dele, ainda criança, com uma velha bruxa em sua cidade-natal, Ashton. Edward vê no olho da bruxa como será sua morte, mas reage sem medo a isso. À medida que vai crescendo, Edward percebe que Ashton está ficando pequena demais para ele e, ao atingir maioridade, decide partir para conhecer o mundo. Em sua companhia está Karl, um gigante solitário e incompreendido, que até então aterrorizava a cidade, devorando o gado e os animais, por causa de seu voraz apetite.
No caminho, Edward e Karl encontram uma floresta com dois caminhos diferentes. Cada um segue por um caminho e Edward, através de um pântano, acaba indo parar na cidade secreta de Expectro. O alegre casal local, Mildred e Beamen, alegam que Edward já estava sendo esperado. Lá, ele também faz amizade com o poeta de Ashton, Norther Winslow e com a pequena filha do prefeito, Jenny. No entanto, Edward logo deixa a cidade, prometendo a Jenny que um dia retorná. Nos dias atuais, Joséphine conversa com Edward, que está acamado, e pede a ele que lhe conte a história de como ele conheceu sua esposa Sandra. Will se aproxima da porta e começa a escutar tudo do lado de fora do quarto. Voltando a suas reminiscências, Edward reencontra Karl e eles seguem para o Circo Calloway, onde Edward se apaixona por uma bela jovem que acabara de assistir ao espetáculo. Ele e Karl arranjam emprego no circo, e o proprietário local, Amos Calloway, promete a Edward, que ao final de cada mês, lhe revelará um detalhe sobre a tal jovem por quem ele se apaixonou.
Três anos depois, Edward vai uma noite ao trailer de Calloway e descobre que ele é secretamente um lobisomem. Ele ataca Edward, mais um outro funcionário do circo, o sr. Calça-Frouxa intervém, atirando contra eles e acidentalmente atingindo Edward, que nem sequer sente a dor do disparo. Na manhã seguinte, Edward encontra Calloway (em sua forma humana novamente) voltando da floresta, sujo e despido. Edward não mostra sentir raiva de Calloway e este lhe revela que o nome da tal moça é Sandra e que ela está estudando na Universidade de Auburn. Edward parte para encontrar Sandra e finalmente lhe revela o seu amor. Apesar dos vários gestos românticos, ela recusa as propostas de casamento de Edward, alegando que já está comprometida com um outro homem, Don Price, um cidadão de Ashton. Don flagra Edward e Sandra juntos, e o agride, fazendo Sandra romper o noivado com ele e se casar com Edward. Pouco depois, Edward é recrutado para o exército e enviado para lutar na Guerra da Coréia. Ele cai de pára-quedas no meio de um show militar norte-coreano, rouba documentos importantes e convence as gêmeas siamesas Ping e Jing a ajudá-lo a ir para casa, prometendo torná-las celebridades.
Ao voltar para casa, Edward se torna um vendedor ambulante e reecontra Winslow, que deixou Expectro, inspirado por ele, e decidiu abandonar a vida de poeta. Ele convence Edward a ajudá-lo a roubar um banco, mas este descobre que o mesmo banco está falido, convencendo Winslow a trabalhar na construção da Wall Street. No presente, Will investiga a verdade por trás dos contos de seu pai e viaja para Espectro. Ele conhece Jenny, já adulta, e esta lhe revela que Edward salvou a cidade da falência e a reconstruiu com a ajuda de seus amigos do Circo Calloway. Will pergunta a Jenny se ela teve um caso com seu pai, mas ela lhe diz que apesar de amar Edward, ele sempre foi fiel a Sandra. Will volta para casa e descobre que Edward sofreu um derrame e foi internado no hospital.
Edward desperta, mas, incapaz de falar muito, pede a Will que lhe narre como sua vida termina. Embora esteja sofrendo com o estado do pai, Will conta a ele que os dois fugiram do hospital em uma fuga ousada e foram até um lago próximo, onde todas as pessoas do passado de Edward apareceram para se despedir dele. Will leva Edward até o rio, onde ele se transforma num bagre gigante e começa a nadar. 
Feliz, Edward morre no hospital, sabendo que Will finalmente entendeu o porque de seu amor por contar histórias.
No funeral, Will e Joséphine se surpreendem ao vêrem todos os personagens das histórias de Edward chegarem ao enterro (embora cada um esteja mais envelhecido e com uma versão pouco menos fantástica do que a mostrada). Finalmente entendendo o amor de seu pai pela vida, Will passa as histórias de Edward para seu próprio filho.
O filme termina com Edward (na forma de peixe) nadando no rio.

## Elenco
- Albert Finney como  Edward Bloom
  - Ewan McGregor como Jovem Edward Bloom
    - Perry Walston como Edward Bloom aos 10 anos
- Billy Crudup como Will Bloom
  - Grayson Stone como Will Bloom (dos 6 a 8 anos)
- Jessica Lange como Sandra K. Bloom (Sandra Templeton)
  - Alison Lohman como  Jovem Sandra Templeton
- Marion Cotillard como Joséphine Bloom
- Helena Bonham Carter como Jenny Hill e a
Bruxa
  - Hailey Anne Nelson como Jenny Hill aos 8 anos
- Robert Guillaume como Dr. Bennett
  - Karlos Walkes como Jovem Dr. Bennett
- Matthew McGrory como Karl
- Steve Buscemi como Norther Winslow
- Danny DeVito como Amos Calloway
- David Denman como Don Price
  - John Lowell como Don Price (aos 12 anos)
- Missi Pyle como Mildred
- Loudon Wainwright III como Beamen
- Deep Roy como Sr. Calça-Frouxa
- Ada Tai como Ping
- Arlene Tai como Jing
- Miley Cyrus como Ruthie (amiga de infância de Edward)
- Trevor Gagnon como O Filho de Will

## Principais prêmios e indicações
Oscar 2004 (EUA)
- Recebeu uma indicação na categoria de Melhor Trilha Sonora (Danny Elfman).

BAFTA 2004 (Reino Unido)
- Recebeu sete indicações, incluindo Melhor Filme e Melhor Direção.

Globo de Ouro 2004 (EUA)
- Recebeu quatro indicações, incluindo Melhor Filme, Melhor Direção, Melhor Trilha Sonora e Melhor Canção Original (Man of the Hour, de Eddie Vedder).

Prêmio David di Donatello (Itália)
- Indicado na categoria de Melhor Filme Estrangeiro.